# Callophrys schamyi
Callophrys schamyi är en fjärilsart som beskrevs av Sheldon 1914. Callophrys schamyi ingår i släktet Callophrys och familjen juvelvingar. Inga underarter finns listade i Catalogue of Life.